# Губин, Назар Петрович
Назар Петрович Губин (1918 — 16 декабря 1941, Чудово, Ленинградская область) — воздушный стрелок-радист 125-го бомбардировочного авиационного полка (Ленинградский фронт), сержант, Герой Советского Союза.

## Биография
Родился 27 октября 1918 года в селе Зоргол (ныне Приаргунский район Забайкальского края) в семье крестьянина.
Окончил 5 классов в Ново-Цурухайтуйской школе-семилетке, затем работал в колхозе.
В 1937 году поступил учиться в Чите в школу фабрично-заводского ученичества. После её окончания работал в Читинском паровозном депо, затем на Черновских угольных копях, работал запальщиком-взрывником на шахте им. В. И. Ленина.
В октябре 1939 года был призван в армию. Окончил школу младших авиационных специалистов. До войны служил мастером по вооружению в бомбардировочном полку в Могилёве.
Воевал на фронте с октября 1941 года. Первое время оставался оружейным мастером, в ноябре стал воздушным лётчиком-радистом.
16 декабря 1941 года самолёт под управлением Ивана Черных, был подбит в районе станции Чудово (Новгородская область), экипаж принял решение идти на таран.
Погиб вместе с другими членами экипажа — Иваном Черных и Семёном Косиновым.

## Награды
- Звание Героя Советского Союза присвоено 16 января 1942 года[5].

## Память

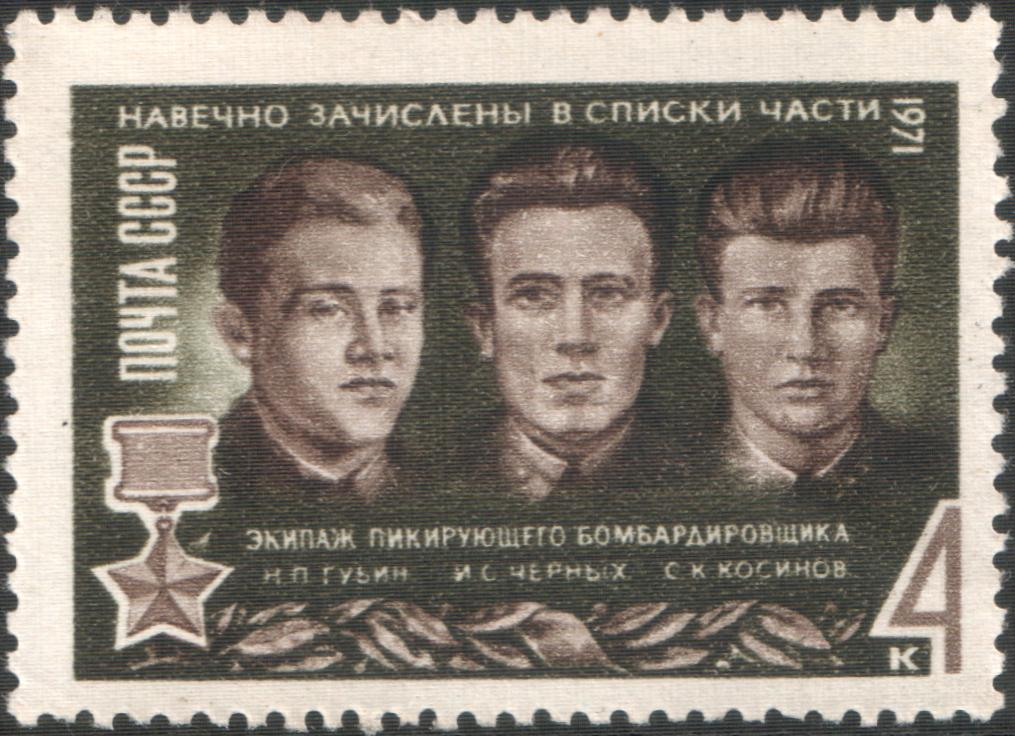
Назар Губин, Иван Черных и Семён Косинов на марке Почты СССР, 1971 год

- Его именем названы улицы в Чудово, Санкт-Петербурге, Колпино, Чите, в посёлке Приаргунск Приаргунского района Забайкальского края и на станции Маргуцек Краснокаменского района Забайкальского края[6].
- Школа в с. Зоргол Приаргунского района Забайкальского края.
- Теплоход-лесовоз «Назар Губин» (до 1978 года).
- На въезде в город Чудово, на месте подвига, стоит обелиск.
- Бывший шахтёр Назар Губин был навечно зачислен в списки коллектива шахты «Объединённая» Читинской области. Денежное содержание за выполнение и перевыполнение нормы выработки добычи угля Н. П. Губина перечислялось на финансовый счёт Читинского детского дома.
- В Чите проводится ежегодная легкоатлетическая эстафета на приз имени Назара Петровича Губина. Его имя носит школа № 51 в Черновском районе.
- Губин Н. П. Бюст в с. Зоргол Приаргунского района[7][8]